# Église Saint-Aubin de Gée
L'église Saint-Aubin est une église située à Gée, en France.

## Localisation
L'église est située dans le département français de Maine-et-Loire, sur la commune de Gée.

## Historique
L'édifice est construit au 12e siècle et complété au 16e siècle ; il est inscrit au titre des monuments historiques en 1984.